# Lò Mai Trinh
Lò Mai Trinh (sinh 15 tháng 11 năm 1957) là một cựu nữ chính trị gia người Việt Nam. Bà nguyên là Ủy viên Ban Chấp hành Trung ương Đảng Cộng sản Việt Nam khóa XI, Bí thư Tỉnh ủy, Chủ tịch UBND tỉnh Điện Biên.

## Xuất thân
Bà sinh ngày 15 tháng 11 năm 1957, quê quán tại xã Thanh Chăn, huyện Điện Biên, tỉnh Điện Biên, người dân tộc Thái.